# Алекс Шелест
Алекс Шелест (eng. Alex Shelest; нар. 27 жовтня 1986 року, Ужгород, Україна) — вокальний тренер, автор пісень, музикант, продюсер. Автор вокальної методики, якою керуються відомі виконавці з усього світу. Зокрема Алекс Шелест в різний час був вокальним тренером Олександра Положинського (Тартак), Jay Gordon (Orgy), Антона Савлєпова і Кості Боровського (Агонь), Даші Астаф’євої (Nikita), Саші Зарицької (KAZKA), Саші Чемерова, Василя Перверзєва, Анни Трінчер, Наді Дорофеєвої тощо.

## Ранні роки
Алекс (Олександр) Шелест народився в Ужгороді 27 жовтня 1986 року. У віці 1 року переїхав з батьками до Львова.
З дитинства знаходився в музичному оточенні. Батько – трубач у симфонічному оркестрі та багатьох джаз/рок-колективах. Мати та бабуся – викладачі фортепіано.
У Львові закінчив середню школу та Львівський національний університет. Вища освіта — філологічна (бакалавр за спеціальністю “Польська філологія”, 2003-2008 роки навчання). Потім переїхав до Києва.
Під натхненням від Річі Блекмора, який грав на віолончелі, почав опанування музичних інструментів зі скрипки. Згодом екстерном навчився грати на гітарі і пересів за барабани. З самого дитинства весь час співав – сам собі, бек-вокали тощо. У віці 7–8 років так заспівав Child In Time (Deep Purple), що його батьки досі про це згадують. Також запам’яталося те, що в дитинстві міг легко співати все, що хотів, а у підлітковому віці голос став «важкопідйомним». Типово для пубертатного періоду «зламався» конект (здатність голосу без переломів проходити з одного регістру в інший). І це стало першим поштовхом, що через роки переріс у власний вокальний метод.

## Кар’єра
На барабанах грав 15 років і одночасно співав бек-вокал. У 2009 році разом з Павлом Яворським (Yaski) заснував групу Prime Time, яка швидко набула популярності, брала участь у європейських фестивалях та у 2011 році грала на розігріві у Linkin Park. Після дізбендінгу Prime Time у 2013 році Алекс повністю зосередився на вокалі. 
У розробці вокального методу  вивчав, аналізував та застосовував різні методи та школи. Поступово сформувалося власне унікальне бачення, яке поєдналося з вродженим хистом до викладання. Так почалася викладацька діяльність і з'явилися перші учні. Метод продовжував розвиватися на реальних кейсах, доповнювався новими концепціями та техніками, постійно вдосконалювався. 
У 2016 році поїхав в США, ЛА. Викладав, подорожував, познайомився з Дафом МакКеганом.
У 2019 році видав перший навчальний курс Vocal Gym, що базується на принципі часткової фонації зі спеціальним тренажером, що дозволяє оптимізувати імпеданс повітряного опору за допомогою води.  Цей курс з моменту виходу має незмінний попит у вокалістів по всьому світу.
Після виходу Vocal Gym Алекс почав серію майстер-класів в Україні та інших країнах: Ізраїлі, Польщі, Іспанії, Німеччині тощо.
Другий навчальний курс — Breathing Gym — вийшов у 2020 році. Він концентрується на роботі з респіраторною системою і значно розширив діапазон тренувальних можливостей.
Третій навчальний курс — Extreme Vocal Gym — з'явився на початку 2024 року й присвячений екстремальним вокальним технікам.

У 2024 році вийшла книга Алекса Шелеста "Easy Voice", яка містить базові принципи його вокального методу, вправи для тренування вокалістів та поради тренера.

## Вокальний метод
Авторська вокальна методика Alex Shelest Vocal Method дозволяє розвинути власну унікальну та універсальну манеру співу і виконувати пісні будь-якого стилю та складності. Методика базується на сучасних техніках у поєднанні з фізіологічно-анатомічним та фізично-акустичним підходом. Глибокий аналіз фізіології та анатомії, покладений в основу Alex Shelest Vocal Method, розкриває принципи роботи голосового апарату та фонації загалом.
"У моєму методі я поєднав знання з галузей анатомії, фізіології, фізики, акустики та психології. Завдяки такому підходу ви отримаєте точніше розуміння роботи голосового апарату та усвідомлення, як краще підійти до тренінгу, а також власного вокального розвитку. Не останнім моментом є вміння залишатися постійно мотивованим, адже на шляху до крутого результату трапляються періоди нерозуміння, пошуку потрібного звуку чи позиції. І лише наполеглива праця разом із систематичними заняттями за чітким планом приведуть вас до омріяних результатів", — цитата з книги Alex Shelest "Easy Voice".

## Особисте життя та хобі
Алекс має численні татуювання та пірсинг і сам вміє робити деякі проколи.
Він також є шанувальником мотоциклів і має декілька у власній колекції, переважно спорт-байків.
Одне з великих захоплень — аудіотехніка, зокрема програвачі вінілу, аудіокасет, CD та reel-to-reel програвачі, а також величезна колекція музики на різноманітних носіях.